# 熊本ちえ
熊本 ちえ（くまもと ちえ、6月24日 - ）は、日本のプロレスのレフェリーである。KAIENTAI DOJO所属。血液型はB型。熊本県熊本市出身。本名は非公開。

## 経歴
2007年10月21日、千葉Blue Fieldでの興行にてレフェリーデビュー。
2008年11月26日、熊本大会での興行にてレフェリーを引退。同月末をもってK-DOJOを退社。

## 好きな食べ物
- 鶏肉
- 馬刺し
- 武者がえし

## 嫌いな食べ物
- 明太子
- 納豆
- ウニ

## テレビ出演
- プロレスKING（GAORA）

```
 テレビタミン
```